# Мортфонтен (Эна)
Мортфонте́н (фр. Mortefontaine) — коммуна во Франции, находится в регионе Пикардия. Департамент коммуны — Эна. Входит в состав кантона Вик-сюр-Эн. Округ коммуны — Суассон.
Код INSEE коммуны — 02528.

## Население
Население коммуны на 2010 год составляло 239 человек.
| 1962 | 1968 | 1975 | 1982 | 1990 | 1999 | 2010 |
| ---- | ---- | ---- | ---- | ---- | ---- | ---- |
| 267  | 293  | 226  | 236  | 250  | 253  | 239  |

## Экономика
В 2010 году среди 168 человек трудоспособного возраста (15—64 лет) 121 были экономически активными, 47 — неактивными (показатель активности — 72,0 %, в 1999 году было 69,8 %). Из 121 активных жителей работали 112 человек (66 мужчин и 46 женщин), безработных было 9 (6 мужчин и 3 женщины). Среди 47 неактивных 10 человек были учениками или студентами, 15 — пенсионерами, 22 были неактивными по другим причинам.